# Конырозек
Конырозек (каз. Қоңырөзек, до 2006 года — Павловка) — село в Успенском районе Павлодарской области Казахстана. Административный центр Конырозекского сельского округа. Код КАТО — 556453100.

## Географическое положение
Село расположено в 110 км к северу от облыстного центра Павлодара и в 30 км от районного центра Успенки на автотрассе Успенка — Шарбакты. Ближайшая железнодорожная станция Тузкала (Таволжан) находится в 45 км.

## История
В 1937 году у села археологами была собрана коллекция черешковых наконечников стрел удлинённой формы из светло-коричневой яшмы.
По утверждениям старожилов, село Павловка основано в 1909 году переселенцами из Украины. Среди первых семей переселенцев — Новик, Борзенко, Коломоец, Шумак, Волобой — было трое Павлов, возможно, от этого пошло название села. Первым старостой в селе в 1909—1913 годах был И. Шумак, после него в 1913—1915 годах — Горбенко, затем Г. Литвин. Первая школа была открыта в 1914 году, учителем был И. Кин, до него детей учил на дому учитель Величко. В 1914 году в селе построили церковь, которая в советское время была переоборудована под клуб.
В 1919 году был организован комитет бедноты, ревком, председателем которого был Н. Линевский.
В 1923 году в селе заработала электростанция.
В 1928 году была построена школа, директором которой стал Шапко, учителями Сыромолотин и Груздь. К этому времени в селе было 3 улицы.
В декабре 1929 года был образован колхоз имени Будённого. После 1930 года в колхозе появился первый трактор. В 1930 году был образован сельский Совет, первым председателем которого стал А. И. Самойленко.
В годы Великой Отечественной войны в село прибыли семьи депортированных немцев, чеченцев и ингушей, других народов. 94 человека из Павловки погибли на войне. Уроженец села Максим Милевский был удостоен звания Героя Советского Союза за мужество и героизм, проявленные в Восточно-Прусской операции.
В 1958 году колхоз был переименован в колхоз «Заря коммунизма», в 1960 году в него влился колхоз «Памяти Калинина» (основанный в 1950 году на базе колхозов «Боевик» села Новопетриковка и имени Калинина села Херсонка). Наибольшего развития колхозного производства хозяйство достигло в годы, когда им руководил М. Н. Веселовский (1974—1982). В это время в селе были заасфальтированы улицы, построены детский комбинат, новая школа, разбит парк, в котором установили памятник в честь 35-летия победы в Великой Отечественной войне.

## Население
В 1985 году численность населения составляла 1294 человека, в 1999 году — 1036 человека (514 мужчин и 522 женщины). По данным переписи 2009 года в селе проживало 766 человек (375 мужчин и 391 женщина).

## Известные лица
- Милевский, Максим Иванович (1923, Павловка — 2005, Успенка, Павлодарская область) — Герой Советского Союза.
- Музыка Пётр Фёдорович (1919, Павловка — ?) — комбайнёр, Герой Социалистического Труда (1957), депутат Верховного Совета Казахской ССР.